# بتریکسابان
بتریکسابان (انگلیسی: Betrixaban) (نام تجاری Bevyxxa) یک داروی ضد انعقاد خوراکی است که به عنوان یک مهارکننده مستقیم فاکتور Xa عمل می‌کند. این دارو برای پیشگیری از ترومبوز وریدی در بزرگسالانی که به دلیل یک بیماری حاد در بیمارستان بستری شده‌اند و در معرض خطر عوارض ترومبوآمبولی هستند، مورد تایید FDA است. در مقایسه با سایر داروهای ضد انعقاد خوراکی با اثر مستقیم، بتریکسابان دارای دفع کلیوی نسبتاً کم است و توسط CYP3A4 متابولیزه نمی‌شود.
این دارو برای پیشگیری از آمبولی پس از جراحی زانو و برای پیشگیری از سکته مغزی به دنبال فیبریلاسیون دهلیزی غیر دریچه‌ای آزمایش‌های بالینی انجام داده است.